# Cratylia mollis
Cratylia mollis är en ärtväxtart som beskrevs av George Bentham. Cratylia mollis ingår i släktet Cratylia, och familjen ärtväxter. Inga underarter finns listade i Catalogue of Life.